# Indicatif régional 904

Carte de l'État de la Floride avec les territoires de ses fuseaux horaires et de ses indicatifs régionaux.

L'indicatif régional 904 est l'un des multiples l'indicatifs téléphoniques régionaux de l'État de la Floride aux États-Unis. Il dessert la plus grande partie de la région de la First Coast dans le nord-est de l'État, incluant la région métropolitaine de Jacksonville.
La carte ci-contre indique le territoire couvert par l'indicatif 904.
L'indicatif régional 904 fait partie du plan de numérotation nord-américain.

## Comtés desservis par l'indicatif
- Duval
- Saint Johns
- Nassau
- Baker
- Clay

## Historique
L'indicatif régional 904 a été créé le 11 juillet 1965 par la scission de l'indicatif 305. Pendant plus d'une vingtaine d'années, l'indicatif 904 couvrait toute la moitié nord de l'État.